# Shannyn Sossamon
Shannon Marie Kahoolani Sossamon, née le 3 octobre 1978 à Honolulu (Hawaii), est une actrice et musicienne américaine d'origine océanienne.

## Biographie

### Jeunesse
Shannyn Sossamon est la fille de Sherry Sossamon et Todd Lindberg. Elle a des origines française, hawaiienne, suédoise, irlandaise, philippines et allemande ; sa grand-mère maternelle est philippino-hawaiienee, tandis que son grand-père maternel est anglais et allemand. Bien que née à Hawaii, elle grandit à Reno, dans le Nevada.
En 1995, elle modifie son prénom Shannon en Shannyn. Après le lycée, elle part vivre à Los Angeles, où elle poursuit une carrière de danseuse classique et contemporaine. Elle apparait dans des spots publicitaires et se produit en tant que DJ dans des clubs locaux. En 1999, elle est découverte par la directrice de casting Francine Maisler, alors qu'elle aidait un ami DJ à l'anniversaire du frère de Gwyneth Paltrow.

### Carrière
Son premier rôle est celui de Jocelyne dans le long métrage Chevalier. Elle participe à cinq auditions pour le rôle de la princesse Jocelyne, qu'elle obtient à la place de Kate Hudson. Puis, en 2002, elle joue un personnage amoureux de Josh Hartnett dans 40 jours et 40 nuits.
Amie proche de Heath Ledger, elle apparait à ses côtés en 2003 dans Le Purificateur, et tourne dans des clips de Mick Jagger et KoЯn. Elle continue de tenir son poste de DJ chaque semaine dans un club de Los Angeles, mais consacre essentiellement son temps au cinéma.
En février 2004, l'actrice participe à la création du groupe de rock indépendant Warpaint avec sa sœur Jenny Lee Lindberg et des amies de longue date. Shannyn Sossamon est la batteuse du groupe, qu'elle finira par quitter pour poursuivre sa carrière cinématographique.

### Vie privée
Elle porte trois tatouages, dont un derrière l'épaule représentant un 'S' orné d'une fleur. Shannyn Sossamon vit avec Dallas Clayton, un auteur et illustrateur de livres pour enfants depuis 2002, et a donné naissance à un garçon, Audio Science Clayton, le 29 mai 2003. Son deuxième fils, Mortimer, est né en décembre 2011.

## Filmographie

### Cinéma
- 2001 : Chevalier de Brian Helgeland : Jocelyne
- 2002 : 40 jours et 40 nuits de Michael Lehmann : Erica
- 2002 : Les Lois de l'attraction (The Rules of Attraction) de Roger Avary :  Lauren Hynde
- 2003 : Wholey Moses : Max
- 2003 : Le Purificateur (The Order) de Brian Helgeland: Mara Sinclair
- 2005 : I Hate You : Jo
- 2005 : Le Jeu des damnés (Devour) de David Winkler: Marisol
- 2005 : The Double : Melanie
- 2005 : Undiscovered (en) de Meiert Avis (en) : Josie
- 2005 : Kiss Kiss Bang Bang de Shane Black : La fille aux cheveux roses
- 2006 : Petits suicides entre amis (Wristcutters: A Love Story) de Goran Dukic : Mikal
- 2006 : The Holiday de Nancy Meyers : Maggie
- 2007 : Catacombs (en) de David Elliot et Tomm Coker : Victoria
- 2008 : One Missed Call de Éric Valette : Beth Raymond
- 2009 : Life Is Hot In Cracktown de Buddy Giovinazzo : Concetta
- 2009 : Jerry : Une infirmière
- 2010 : La Guerre des pères (Our Family Wedding) de Rick Famuyiwa : Ashley McPhee
- 2010 : The Heavy de Marcus Warren : Claire
- 2010 : Road to Nowhere de Monte Hellman : Laurel Graham/Velma Duran
- 2011 : Fight for Your Right Revisited : La patronne du café
- 2012 : The Day de Douglas Aarniokoski : Shannon
- 2013 : Man Without a Head : Hazel
- 2015 : Sinister 2 de Ciaran Foy : Courtney Collins
- 2022 : There Are No Saints d'Alfonso Pineda Ulloa : Inez

### Télévision
- 1997 : Mr.Show with Bob and David (série télévisée) : La présentatrice de trophée
- 2004 : New York, unité spéciale (Law & Order: Special Victims Unit) (série télévisée) : Myra Dempsey (saison 6, épisode 8)
- 2005 : Puzzle (Chasing Ghosts) de Dave Fleischer et Kyle Dean Jackson : Taylor Spencer
- 2007 : Dirt (Série TV) : Kira Klay
- 2007-2008 : Moonlight (Série TV) : Coraline
- 2010 : How to Make It in America (Série TV) : Gingy Wu
- 2013 : Mistresses (Série TV)  : Alex
- 2015 : Wayward Pines (Série TV) : Theresa Burke
- 2015 : Sleepy Hollow (série TV) : Pandora  (saison 3)

## Distinctions
- 2001 : Nommée au Teen Choice Awards de la meilleure alchimie partagée avec Heath Ledger dans un film d'aventure pour Chevalier (2001).
- 2001 : Nommée au Teen Choice Awards de la meilleure révélation féminine dans un film d'aventure pour Chevalier (2001).
- 2002 : Lauréate du prix de la meilleure révélation féminine lors des Young Hollywood Awards.
- 2002 : Nommée au Teen Choice Awards de la meilleure alchimie partagée avec Josh Hartnett dans une comédie romantique pour 40 jours et 40 nuits (2001).
- 2002 : Nommée au MTV Movie Awards de la meilleure séquence musicale dans un film d'aventure pour Chevalier (2001) partagée avec Heath Ledger.
- 2002 : Nommée au MTV Movie Awards du meilleur baiser dans un film d'aventure pour Chevalier (2001) partagée avec Heath Ledger.
- 2002 : Nommée au MTV Movie Awards de la meilleure révélation féminine dans un film d'aventure pour Chevalier (2001).
- 2008 : Nommée au Teen Choice Awards de la meilleure actrice dans un film d'horreur pour One Missed Call (2008).